# Konungarnas tillbedjan (Leonardo da Vinci)
Konungarnas tillbedjan är en ofullbordad målning av den italienske konstnären Leonardo da Vinci. Den föreställer de tre vise männen på knä framför Jungfru Maria och Jesusbarnet. Målningen beställdes 1481 av augustinerorden i San Donato a Scopeto utanför Florens, men när Leonardo avreste till Milano året därpå lämnades den ofullbordad. Beställningen övergick till Filippino Lippi som levererade en egen version av motivet 1496.
En studie från 2002 visade att Leonardo endast utförde den underliggande teckningen till Konungarnas tillbedjan och att färgen sannolikt har tillfogats efter att Leonardo blivit berömd och hans verk stigit i värde. Målningen finns sedan 1670 på Uffizierna i Florens.